# Hipólito Medina Ribas
Hipólito Medina Ribas (Porto, 12 de Setembro de 1823 — Porto, 15 de Novembro de 1883) foi um flautista de grande mérito e um dos mais proeminentes músicos portuenses da sua época.